# London Ashford Airport (Lydd)
London Ashford Airport (Lydd) (IATA: LYX, ICAO: EGMD), de huidige naam van Lydd Airport, is een Britse regionale luchthaven in Lydd in het graafschap Kent, gelegen op het schiereiland Dungeness aan de rand van Romney Marsh. Ze ligt ongeveer 22 km ten zuiden van Ashford. Ze wordt vooral gebruikt voor privé- en zakenvluchten en vliegopleiding door de plaatselijke Lydd Aero Club.

## Geschiedenis
Lydd Airport werd in 1954 gebouwd door Silver City Airways als basis voor autoveervluchten over Het Kanaal met Bristol Freighter vliegtuigen, die enkele auto’s met hun passagiers konden vervoeren. Een populaire bestemming was Le Touquet. Door de concurrentie van autoveerboten ging deze trafiek in 1970 teloor. Nadat het naburige vliegveld Ashford Lympne in 1974 dicht ging, nam het gebruik van Lydd weer toe, toen Dan Air zijn vluchten van Ashford naar Lydd overplaatste.
In de jaren 1980 werd het vliegveld gekocht door Hards Travel uit Solihull voor vluchten naar vakantiebestemmingen. Het werd uitgebaat door Drakecoate, een dochtermaatschappij van Hards Travel.
In 1986 verzeilden Hards Travel en Drakecoate in financiële moeilijkheden. De plaatselijke vliegclubs en chartermaatschappij moesten uitwijken naar naburige vliegvelden. Een jaar later nam een groep onder leiding van Capt. Jonathan Gordon de luchthaven over.
Atlantic Bridge Aviation (ABA), het bedrijf van Jonathan Gordon, kocht de luchthaven in 1996. Gordon richtte een nieuwe luchtvaartmaatschappij op, Sky-Trek Airlines die vanaf 1997 geregelde vluchten uitvoerde van Lydd naar Le Touquet met Britten-Norman BN-2A Mk III Trislanders. Sky-Trek Airlines stopte met vliegen in 2000, en herstartte in 2002 als LyddAir. LyddAir voert ook chartervluchten uit naar onder meer de Kanaaleilanden en Oostende. LyddAir is de enige luchtvaartmaatschappij met lijnvluchten op Lydd Airport.
ABA trok nieuwe investeerders aan in 2001-2003 en verminderde zijn aandeel in de luchthaven in 2005, en trad van toen af vooral op als consultant voor de huidige uitbater, London Ashford Airport Ltd., die haar naam gaf aan het vliegveld. Die wenst het uit te breiden met een nieuwe terminal en een verlenging van de landingsbaan, zodat op termijn 500.000 passagiers per jaar zouden kunnen verwerkt worden (tegenover een kleine 3.000 in 2005). Het plan is omstreden vanwege de waardevolle natuur in de buurt van het vliegveld. In maart 2010 verleende de Shepway District Council een toelating voor de uitbreiding, maar die werd door de Britse regering weer ingetrokken. Er moet een nieuw openbaar onderzoek gebeuren en een definitieve beslissing zal ten vroegste in de tweede helft van 2011 vallen.

## Naamgeving
De naam “London Ashford Airport” doet vermoeden dat Lydd Airport een Londense regionale luchthaven is, hoewel ze bijna 100 km van het centrum van Londen ligt (ze ligt dichter bij Le Touquet dan bij Londen). Er is een busverbinding naar Station Ashford International, vanwaaruit er een hogesnelheidstreinverbinding is naar Londen.